# Quipu (kosmische Superstruktur)
Quipu ist eine ausgedehnte kosmische Superstruktur mit einer Länge von etwa 428 Megaparsec (rund 1,4 Milliarden Lichtjahren), die im Jahr 2025 auf Grundlage von ROSAT-Daten identifiziert wurde. Laut der Entdeckergruppe handelt es sich um die bislang größte sicher vermessene Struktur dieser Art im nahen Universum und um ein signifikantes Beispiel für die filamentäre Verteilung von Materie im Kosmos.
Die Struktur liegt in einer Rotverschiebung von etwa z = 0,027 bis z = 0,065 und erstreckt sich über große Bereiche des Nord- und Südhimmels (Rektaszension 27,7° bis 119,4°, Deklination −69,8° bis +51,7°). Sie umfasst 68 Galaxienhaufen mit einer geschätzten Gesamtmasse von etwa 2,4 × 10¹⁷ Sonnenmassen, wobei der überwiegende Teil aus Dunkler Materie besteht. Der Name „Quipu“ verweist auf die visuelle Ähnlichkeit der Struktur mit der Knotenschrift der Inka, bei der Fäden durch Knoten miteinander verbunden sind.
Insgesamt umfasst Quipu gemeinsam mit fünf weiteren, in der gleichen Untersuchung identifizierten Superstrukturen nur rund 13 % des untersuchten Volumens, enthält jedoch etwa 45 % der Galaxienhaufen, 30 % der Galaxien und 25 % der Masse dieser Region. Diese inhomogene Massenverteilung hat nach Einschätzung der Autoren relevante Auswirkungen auf kosmologische Beobachtungen, etwa im Hinblick auf großräumige Materieströmungen oder Anisotropien im kosmischen Mikrowellenhintergrund (Sachs-Wolfe-Effekt).
Die Entdeckung erfolgte im Rahmen des CLASSIX-Surveys durch ein internationales Team unter Leitung von Hans Böhringer am Max-Planck-Institut für extraterrestrische Physik. Beteiligt waren Forschende aus Deutschland, Südafrika und Spanien.

## Entdeckungsgeschichte
Die Superstruktur Quipu wurde im Rahmen des CLASSIX‑Surveys entdeckt, der auf dem ROSAT‑Röntgensatellit basiert und rund 86 % des Himmels erfasst. Das internationale Forscherteam unter Leitung von Hans Böhringer am Max‑Planck‑Institut für extraterrestrische Physik kartierte dabei 68 Galaxienhaufen in einer Rotverschiebung von z≈0,03–0,06, die zu einer bisher unbekannten Struktur zusammengefasst wurden. Die Ergebnisse wurden 2025 in Astronomy & Astrophysics publiziert und lösten in der Fachwelt große Aufmerksamkeit aus, da damit die bislang größte sicher vermessene Superstruktur im nahen Universum beschrieben wurde.

## Geometrie und räumliche Ausdehnung
Quipu erstreckt sich über etwa 428 Mpc (rund 1,4 Milliarden Lichtjahre) und liegt im Bereich z≈0,027–0,065. Sie überspannt große Gebiete des Nord‑ und Südhimmels (Rektaszension 27,7° bis 119,4°, Deklination −69,8° bis +51,7°), wobei die filamentartige Struktur aus mindestens 68 Galaxienhaufen besteht. Die Superstruktur nahe der Zone of Avoidance könnte sich dort über den sichtbaren Rand hinaus weiter erstrecken, eventuell in Richtung des Vela‑Superclusters.

## Zusammensetzung und Masseverteilung
Die geschätzte Gesamtmasse von Quipu beträgt rund 2,0–2,4·1017 Sonnenmassen, überwiegend in Form Dunkler Materie. Obwohl Quipu nur etwa 13 % des untersuchten Volumens umfasst, enthält sie etwa 45 % der Galaxienhaufen, ca. 30 % der Galaxien und rund 25 % der gesamten Materie dieser Region. Diese starke Massenkonzentration ist ein charakteristisches Merkmal ausgedehnter Großstrukturen.

## Kosmologische Bedeutung
Die Existenz von Quipu liefert nicht nur Einblicke in die großräumige Verteilung von Materie, sondern beeinflusst laut Analyse auch kosmologische Parameter: So kann die inhomogene Materieverteilung lokal zu Strömungsbewegungen führen, die Hubble-Konstante beeinflussen und Effekte im kosmischen Mikrowellenhintergrund wie die integrierte Sachs‑Wolfe‑Komponente erzeugen. In Lambda-CDM-Simulationen lassen sich vergleichbare Strukturen reproduzieren, was die theoretische Plausibilität stützt.

## Vergleich mit anderen Superstrukturen
Mit einer Länge von etwa 428 Mpc übertrifft Quipu die Sloan Great Wall (ca. 328 Mpc bzw. ~1,1 Milliarden Lichtjahre) deutlich und gilt damit als größte bestätigte Struktur im lokalen Universum. Andere bedeutende Strukturen wie Laniakea oder die Hercules–Corona Borealis Great Wall sind zwar insgesamt größer oder weiter entfernt, wurden aber bisher weniger vollständig kartiert.